# Jorge Taverna
Jorge Alberto Taverna (nacido en Los Surgentes el 2 de junio de 1963) es un exfutbolista argentino. Se desempeñaba como delantero y debutó profesionalmente en Rosario Central.

## Carrera
Su primer partido oficial en el equipo mayor del canalla sucedió el 22 de agosto de 1982, cuando su club derrotó 3-0 a Nueva Chicago en el Gigante de Arroyito, en cotejo válido por la 7.ª fecha del Metropolitano. El entrenador centralista era Ángel Tulio Zof. En 1984 logró mayor continuidad en el equipo titular, aunque dejó el cuadro auriazul al finalizar dicho año. Totalizó 48 presencias y siete anotaciones.
Pasó luego a Deportes Quindío, en la Primera División de Colombia. Protagonizó buenas actuaciones entre 1985 y 1986, lo que atrajo la atención de Independiente Santa Fe. Con el equipo cardenal protagonizó un polémico hecho en el clásico bogotano disputado el 16 de diciembre de 1987, cuando al estar el cotejo igualado en cero, Taverna, que acumulaba 19 goles en el año, remató suave y descaradamente un tiro penal, siendo detenido por el arquero de Millonarios Rubén Cousillas. En una época signada por los arreglos de partidos, el suceso marcó negativamente el accionar de Taverna en aquella ejecución.
En 1988 fichó por Barcelona Sporting Club, equipo que lo terminó despidiendo por considerar que su rendimiento deportivo no estaba a la altura de lo esperado; Taverna inició un juicio contra la institución, que terminó a su favor, por lo que se debió rematar la sede social del club para cumplir con la obligación que mantenía con el trabajador.
Retornó a Argentina en 1989, jugando primeramente por Talleres de Córdoba, para cerrar su carrera en Defensores de Cambaceres en 1992.

## Clubes
| Club                     | País      | Año       |
| ------------------------ | --------- | --------- |
| Rosario Central          | Argentina | 1982-1984 |
| Deportes Quindío         | Colombia  | 1985-1986 |
| Independiente Santa Fe   | Colombia  | 1987      |
| Barcelona Sporting Club  | Ecuador   | 1988      |
| Talleres de Córdoba      | Argentina | 1989-1991 |
| Defensores de Cambaceres | Argentina | 1992-1993 |